# Affilinet
Die Affilinet GmbH (Eigenschreibweise affilinet) war ein europaweit agierendes Affiliate-Netzwerk. Seit Oktober 2018 ist es nur noch eine Marke der Awin AG.

## Geschichte
1997 wurde die imedia GmbH gegründet. 1999 ging die öffentliche Version des Affiliate-Netzwerks online. Am 14. Juni 2000 gab die 1&1 Internet AG bekannt, dass sie 40 Prozent der Anteile an der imedia GmbH erworben hat. Vorstandssprecher Andreas Gauger, der die Übernahme eingeleitet hatte, versprach dadurch den 500.000 Website-Kunden von 1&1 Puretec eine interessante Verdienstmöglichkeit durch „automatisierte und erfolgsbasierte Bannervermarktung“.
2005 wurde die inzwischen in Affilinet GmbH umbenannte imedia vollständig durch die 1&1-Konzernschwester AdLINK Group übernommen, an welcher United Internet mehrheitlich beteiligt war und in welcher die Online-Marketing-Aktivitäten des Konzerns zusammengefasst wurden. 2009 übernahm die Adlink AG Sedo, eine Handelsplattform für Domains.
Nachdem 2009 das gesamte Display-Marketing der AdLINK verkauft wurde, verblieb Affilinet in der AdLINK Group als eine von zwei maßgeblichen Marken. Nach der Hauptversammlung 2010 firmierte die AdLINK Group zur Sedo Holding um, unter deren Dach sowohl Sedo als auch Affilinet gemeinsam betrieben wurden.
2014 wurde affilinet innerhalb des United Internet Konzerns erneut umgegliedert und gehörte seitdem zur 1&1 Mail + Media Applications SE.
2017 wurde affilinet in die Awin AG eingebracht, eine gemeinsame Beteiligung von Axel Springer SE und der United Internet AG. Juristisch gilt die Awin als Teil des Axel Springer-Konzerns. Nachdem alle Kartellbehörden die Freigabe zur Fusion gaben, erfolgte ab September 2017 die schrittweise Zusammenlegung der lokalen Büros in den Ländern Großbritannien, Frankreich, Benelux und Spanien.
Am 1. Oktober 2018 verschmolz die affilinet GmbH in Awin AG. Awin führt als Rechtsnachfolger alle Geschäfte fort. Fortan ist affilinet kein Unternehmen mehr, sondern nur noch eine Marke der Awin. Die alte Domain affili.net ist jetzt eine Umleitung auf awin.com.

## Bedeutung
Affilinet war eines der ersten Netzwerke in Deutschland, das sich auf Affiliate Marketing konzentrierte. Mit über 3.500 Programmen (Advertiser) und etwa 700.000 angemeldeten Websites (Publisher) war Affilinet eines der größten Affiliate-Netzwerke in Europa im Jahr 2013.
Affilinet unterhielt neben den deutschen Büros in München (Hauptsitz) und Hannover (Technik) noch Niederlassungen in Frankreich (Paris), Großbritannien (London), Niederlande (Haarlem) und Spanien (Madrid).
Zu den größten Werbekunden zählten OTTO, Zalando, Debenhams, Marionnaud, Thomas Cook, Booking.com und die Deutsche Bahn.